# 帕蒂·德里斯科尔
约翰·莱奥·“帕蒂”·德里斯科尔（John Leo "Paddy" Driscoll，1895年1月11日—1968年6月29日）是一名已故美式足球和棒球运动员及教练。作为一名能够同时担任传球手、接球手和踢球手的球员，德里斯科尔被认为是当时最好的踢球手，也是早年间NFL最出色的球员之一。他在1965年被选入NFL名人堂，并在1974年入选大学美式足球名人堂。

## 生平
德里斯科尔在1915年至1916年间于西北大学橄榄球队担任四分卫和半卫。1917年，他作为内野手进入美国职业棒球大联盟的芝加哥小熊队。之后，他在第一次世界大战期间加入大湖海军基地橄榄球队，并随队赢得了1919年的玫瑰碗。
德里斯科尔在加入NFL之后，先后在哈蒙德职业队（1919）、芝加哥红雀（1920-1925）和芝加哥熊（1926-1929）出任四分卫和半卫。他是NFL历史上第一个全明星四分卫，也是1923年和1926年两个赛季的得分王。他带领芝加哥红雀赢得了1925年的NFL冠军，并在1969年选入了1920年代NFL最佳阵容。
德里斯科尔同样以教练身份活跃多年。他在1920到1922年担任芝加哥红雀队的主教练，并在1937年至1940年间出任马凯特大学橄榄球队的主教练。他在1941年至1955年担任芝加哥熊的助理教练，并在1956年和1957年转正成为主教练。之后，他进入了芝加哥熊队的计划与研究团队担任主管。
德里斯科尔在1968年于伊利诺伊州芝加哥病逝，享年73岁。美式足球和棒球双料名宿乔治·哈拉斯称其为“我所知的最伟大的运动员。”

## 荣誉
- 1941年，他被乔治·哈拉斯选入芝加哥熊队历史最佳阵容。[17]

- 1965年，德里斯科尔以四分卫的身份入选NFL名人堂（英语：Pro Football Hall of Fame）。在他之前，只有三人以同一身份入选名人堂：萨米·鲍、达奇·克拉克（1963年）以及吉米·康泽尔曼（1964年）。

- 1969年，德里斯科尔入选1920年代NFL最佳阵容。

- 1974年，成功入选大学美式足球名人堂（英语：College Football Hall of Fame）。